# Cnaphostola
Cnaphostola là một chi bướm đêm thuộc họ Gelechiidae.